# Bolitoglossa longissima
Bolitoglossa longissima é uma espécie de anfíbio caudado pertencente à família Plethodontidae, sub-família Plethodontinae.